# František Čejka
František Čejka (26. prosince 1920 Brno – 5. července 2008 Brno) byl československý fotbalista, obránce a fotbalový trenér.

## Hráčská kariéra
Židenický odchovanec spjal s klubem celý svůj život. Osm let byl oporou zadních řad Židenic a Zbrojovky, ale v první lize odehrál pouze dvě sezony, protože v roce 1949 klub sestoupil a do nejvyšší soutěže se vrátil až po třinácti letech - to už však byl Čejka dávno trenérem. Skóroval v jediném soutěžním utkání: v 7. kole ročníku 1949 doma proti Trnavě (Zbrojovka vyhrála 4:2 brankami Františka Moose, F. Čejky, Jindřicha Holmana a Rudolfa Krejčíře).

## Trenérská kariéra
U prvního mužstva začínal v divizi na konci jara 1958, když se stal po Eduardu Fardovi, Josefu "Pepi" Bicanovi a Josefu Machatovi čtvrtým trenérem Zbrojovky v jedné sezoně. U týmu vydržel rok a půl, ale vytoužený postup nevybojoval. Na podzim 1958 si v Olomouci ještě naposledy zahrál soutěžní zápas ve zbrojováckém dresu, když poslal sám sebe na hřiště za zraněného Ziegenfuse.

Krátce trénoval i prvoligové mužstvo Spartaku ZJŠ v sezoně 1966/67, která ovšem skončila sestupem do 2. ligy. Daleko úspěšnější byl coby mládežnický trenér. V roce 1964 byl u zisku titulu dorosteneckého mistra Československa, na jeho výbornou práci u brněnské mládeže později navázal František Harašta. V 70. letech působil jako předseda trenérské rady na předsednictvu oddílu kopané TJ Zbrojovka Brno.

## Ligová bilance
| Ročník                                     | Zápasy | Góly | Klub               |
| ------------------------------------------ | ------ | ---- | ------------------ |
| Státní liga 1948 (podzim)                  | 12     | 0    | Zbrojovka Židenice |
| Celostátní československé mistrovství 1949 | 24     | 1    | Zbrojovka Brno     |
| CELKEM                                     | 36     | 1    |                    |